# Desvio social
Desvio, na sociologia, explora as ações e/ou comportamentos que violam as normas sociais através de regras formalmente promulgadas (por exemplo, crime), bem como violações informais de normas sociais (por exemplo, rejeitar costumes). Embora o desvio possa ter uma conotação negativa, a violação das normas sociais nem sempre é uma ação negativa; desvio positivo existe em algumas situações. Embora uma norma seja violada, um comportamento ainda pode ser classificado como positivo ou aceitável.
As normas sociais diferem em toda a sociedade e entre as culturas. Um determinado ato ou comportamento pode ser visto como desviante e receber sanções ou punições dentro de uma sociedade e ser visto como um comportamento normal em outra sociedade. Além disso, como a compreensão das normas sociais de uma sociedade muda ao longo do tempo, o mesmo acontece com a percepção coletiva do desvio.
De acordo com Howard Becker, a pesquisa científica aceitou as premissas do senso comum segundo a qual há algo inerentemente desviante (qualitativamente distinto) em atos que infringem as regras sociais bem como o pressuposto de que o ato desviante ocorre porque alguma característica da pessoa que o comete torna necessário ou inevitável cometê-lo. Contudo observa que os grupos sociais criam o desvio ao fazer as regras cuja infração constitui o desvio e aplica essas regras a indivíduos particulares, rotulando-os como desviantes (outsiders) e tratando-os a partir de então de modo específico, sendo o desvio não uma qualidade do ato mas uma consequência da aplicação das regras e sanções ao transgressor.
A natureza da regra ou norma infringida, se um costume (folkways, mores) ou uma lei, é o que vai definir a natureza da transgressão e suas consequências usualmente já previstas pela cultura. Segundo o antropólogo Gilberto Velho, um dos principais estudiosos brasileiros do tema, tradicionalmente, o indivíduo desviante tem sido encarado a partir de uma perspectiva médica preocupada em distinguir o "são" do insano, e, assim, certas pessoas apresentariam características de comportamentos anormais, desequilíbrios ou doenças incuráveis ou passíveis de recuperação - assinalando que os autores modernos evidenciam os mecanismos socioculturais para produção de tais desvios, destacando as noções de anomia e patologia social.

## Teorias do desvio
Atos desviantes podem ser afirmações de individualidade e identidade e, portanto, como rebelião contra normas de grupo da cultura dominante e em favor de uma subcultura. Numa sociedade, o comportamento de um indivíduo ou grupo determina como um desviante cria normas.  Existem três grandes classes sociológicas que descrevem o comportamento desviante, nomeadamente, funcionalismo estrutural, interação simbólica e teoria do conflito.

### Funcionalismo estrutural
Os funcionalistas estruturais estão preocupados em saber como vários fatores em uma sociedade se unem e interagem para formar o todo. Mais notável, o trabalho de Émile Durkheim e Robert Merton contribuiu para os ideais funcionalistas.

#### A teoria normativa do suicídio de Durkheim
Émile Durkheim afirmaria que o desvio era de fato uma parte normal e necessária da organização social.  Ele declararia quatro funções importantes do desvio:
1. "O desvio afirma valores e normas culturais. Qualquer definição de virtude baseia-se numa ideia oposta de vício: não pode haver bem sem mal e não pode haver justiça sem crime."[12]
2. O desvio define limites morais, as pessoas aprendem o certo e o errado ao defini-las como desviantes.
3. Uma forma grave de desvio obriga as pessoas a unirem-se e a reagirem da mesma forma contra ele.
4. O desvio ultrapassa os limites morais da sociedade, o que, por sua vez, leva à mudança social.[11]

Quando o desvio social é cometido, a consciência coletiva fica ofendida. Durkheim (1897) descreve a consciência coletiva como um conjunto de normas sociais pelas quais os membros de uma sociedade seguem. Sem a consciência coletiva, não haveria moral absoluta seguida em instituições ou grupos.
A integração social é o apego a grupos e instituições, enquanto a regulação social é a adesão às normas e valores da sociedade. A teoria de Durkheim atribui o desvio social a extremos de integração social e regulação social. Ele afirmou quatro tipos diferentes de suicídio a partir da relação entre integração social e regulação social: 
1. O suicídio altruísta ocorre quando alguém está muito integrado socialmente.
2. O suicídio egoísta ocorre quando a pessoa não está muito integrada socialmente.
3. O suicídio anômico ocorre quando há muito pouca regulação social devido a uma sensação de falta de objetivo ou desespero.
4. O suicídio fatalista ocorre quando uma pessoa experimenta muita regulação social.[13]

### Teoria da deformação de Merton
Robert K. Merton discutiu o desvio em termos de objetivos e meios como parte de sua teoria da tensão/anomia. Enquanto Durkheim afirma que a anomia é a confusão das normas sociais, Merton vai mais longe e afirma que a anomia é o estado em que os objetivos sociais e os meios legítimos para alcançá-los não correspondem. Ele postulou que a resposta de um indivíduo às expectativas da sociedade e os meios pelos quais o indivíduo perseguia esses objetivos eram úteis para a compreensão do desvio.

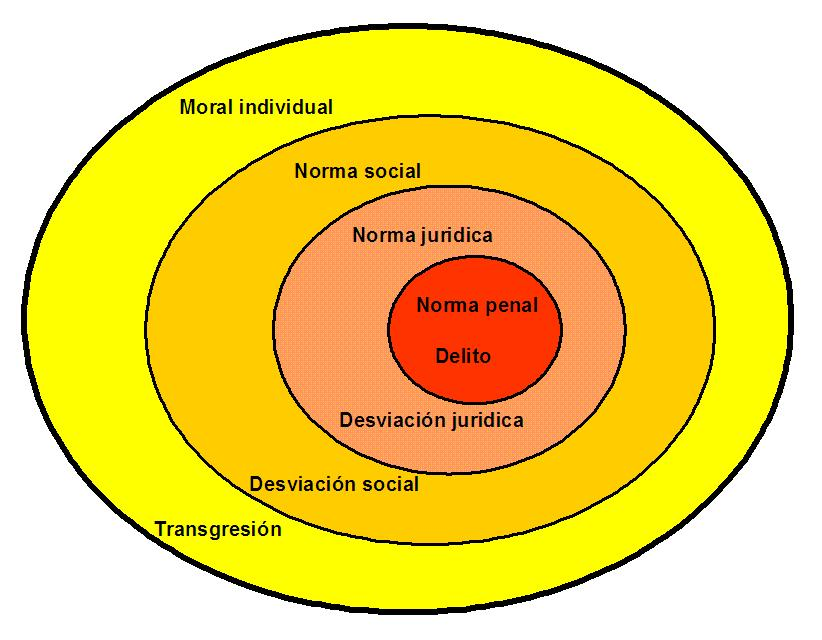
Diferentes tipos de normas e desvios por transgressão (em espanhol).

Especificamente, ele via a ação coletiva como motivada por tensão, estresse ou frustração em um corpo de indivíduos que surge de uma desconexão entre os objetivos da sociedade e os meios popularmente utilizados para atingir esses objetivos. Muitas vezes, diz-se que o comportamento coletivo não rotineiro (tumultos, rebeliões, etc.) se mapeia em explicações e causas econômicas por meio de tensão. Estas duas dimensões determinam a adaptação à sociedade de acordo com os objetivos culturais, que são as percepções da sociedade sobre a vida ideal, e aos meios institucionalizados, que são os meios legítimos através dos quais um indivíduo pode aspirar aos objetivos culturais.
Merton descreveu 5 tipos de desvio em termos de aceitação ou rejeição de objetivos sociais e dos meios institucionalizados para alcançá-los:
1. A inovação é uma resposta devida à tensão gerada pela ênfase da nossa cultura na riqueza e na falta de oportunidades para enriquecer, o que faz com que as pessoas sejam “inovadoras” ao envolverem-se no roubo e na venda de drogas. Os inovadores aceitam os objectivos da sociedade, mas rejeitam meios socialmente aceitáveis para os atingir. Por exemplo: o sucesso monetário é obtido através do crime. Merton afirma que os inovadores são principalmente aqueles que foram socializados com visões de mundo semelhantes às dos conformistas, mas a quem foram negadas as oportunidades de que necessitam para serem capazes de atingir legitimamente os objetivos da sociedade.[15]
2. Os conformistas aceitam os objetivos da sociedade e os meios socialmente aceitáveis para alcançá-los (por exemplo: o sucesso monetário é obtido através do trabalho árduo). Merton afirma que os conformistas são, na sua maioria, pessoas de classe média com empregos de classe média que conseguiram aceder às oportunidades na sociedade, como uma melhor educação, para alcançar o sucesso monetário através do trabalho árduo. De acordo com a Teoria da Tensão de Merton, apenas os conformistas aceitam objetivos sociais.[16]  Os objetivos sociais são as conquistas econômicas, sociais ou classistas desejadas, ditadas pela sociedade.[16]
3. O ritualismo refere-se à incapacidade de atingir um objetivo cultural, abraçando assim as regras até ao ponto em que as pessoas em questão perdem de vista os seus objectivos maiores para se sentirem respeitáveis. Os ritualistas rejeitam os objetivos da sociedade, mas aceitam os meios institucionalizados da sociedade. Os ritualistas são mais comumente encontrados em empregos repetitivos e sem saída, onde são incapazes de atingir os objetivos da sociedade, mas ainda assim aderem aos meios de realização da sociedade e às normas sociais.[15]
4. A retirada é a rejeição tanto dos objetivos como dos meios culturais, deixando a pessoa em questão “abandonar”. Os retiros rejeitam os objetivos da sociedade e os meios legítimos para alcançá-los. Merton os vê como verdadeiros desviantes, pois cometem atos de desvio para alcançar coisas que nem sempre estão de acordo com os valores da sociedade. A Teoria da Tensão de Robert Merton determina que o desvio nas classes econômicas mais baixas muitas vezes é caracterizado pelo desvio de retiro.[17]  Merton afirma que a falta de moradia e o vício nas classes mais baixas são o resultado da rebelião dos indivíduos tanto contra o trabalho quanto contra o desejo de progresso econômico.[17]
5. A rebelião é algo semelhante ao retiro, porque as pessoas em questão também rejeitam tanto os objectivos como os meios culturais, mas vão um passo mais longe em direcção a uma “contracultura” que apoia outras ordens sociais que já existem (quebra de regras). Os rebeldes rejeitam os objetivos da sociedade e os meios legítimos para os atingir e, em vez disso, criam novos objectivos e meios para substituir os da sociedade, criando não só novos objectivos a atingir, mas também novas formas de atingir esses objectivos que outros rebeldes considerarão aceitáveis.[15]

### Interação simbólica
A interação simbólica refere-se aos padrões de comunicação, interpretação e ajuste entre os indivíduos. Tanto as respostas verbais como as não-verbais que um ouvinte emite são construídas de forma semelhante na expectativa de como o falante original reagirá. O processo contínuo é como um jogo de charadas, só que é uma conversa completa.
O termo "interacionismo simbólico" passou a ser usado como um rótulo para uma abordagem relativamente distinta do estudo da vida e da conduta humanas.  Com o interacionismo simbólico, a realidade é vista como uma interação social desenvolvida com os outros. A maioria dos interacionistas simbólicos acredita que uma realidade física realmente existe pelas definições sociais de um indivíduo, e que as definições sociais se desenvolvem em parte ou em relação a algo “real”. As pessoas, portanto, não respondem diretamente a esta realidade, mas sim à compreensão social da realidade. Os humanos, portanto, existem em três realidades: uma realidade física objetiva, uma realidade social e uma realidade única. Um único é descrito como uma terceira realidade criada a partir da realidade social, uma interpretação privada da realidade que é mostrada à pessoa por outros. Tanto os indivíduos como a sociedade não podem ser separados uns dos outros por duas razões. Um, sendo que ambos são criados através da interação social, e dois, um não pode ser compreendido em termos sem o outro. O comportamento não é definido por forças do ambiente, como impulsos ou instintos, mas sim por um significado reflexivo e socialmente compreendido dos incentivos internos e externos que são atualmente apresentados.
Herbert Blumer (1969) estabeleceu três premissas básicas da perspectiva: 
1. "Os humanos agem em relação às coisas com base nos significados que atribuem a essas coisas;"
2. "O significado de tais coisas é derivado ou surge da interação social que alguém tem com os outros e com a sociedade;" e
3. “Esses significados são tratados e modificados por meio de um processo interpretativo utilizado pela pessoa ao lidar com as coisas que encontra;” [22]

#### Associação diferencial de Sutherland
Em sua teoria de associação diferencial, Edwin Sutherland postulou que os criminosos aprendem comportamentos criminosos e desviantes e que o desvio não é inerentemente parte da natureza de um indivíduo específico. Quando pessoas importantes de um indivíduo se envolvem em comportamento desviante e/ou criminoso, o comportamento criminoso será aprendido como resultado dessa exposição.  Ele argumenta que o comportamento criminoso é aprendido da mesma forma que todos os outros comportamentos são aprendidos, o que significa que a aquisição de conhecimento criminal não é única em comparação com a aprendizagem de outros comportamentos.
Sutherland delineou alguns pontos muito básicos em sua teoria, incluindo a ideia de que o aprendizado vem das interações entre indivíduos e grupos, por meio da comunicação de símbolos e ideias. Quando os símbolos e ideias sobre o desvio são muito mais favoráveis do que desfavoráveis, o indivíduo tende a ter uma visão favorável sobre o desvio e recorrerá a mais destes comportamentos.
O comportamento criminoso (motivações e conhecimentos técnicos), como acontece com qualquer outro tipo de comportamento, é aprendido. Um exemplo disso seria a atividade de gangues nas comunidades do centro da cidade. Sutherland sentiria que, como os principais pares influentes de um determinado indivíduo estão num ambiente de gangue, é através da interação com eles que alguém pode se envolver no crime.

#### Teoria da neutralização
A teoria da neutralização de Gresham Sykes e David Matza explica como os actantes do desvio (desviantes) justificam os seus comportamentos desviantes, fornecendo definições alternativas das suas ações e fornecendo explicações, para si próprios e para os outros, para a falta de culpa pelas ações em situações específicas.
Existem cinco tipos de neutralização: 
1. Negação de responsabilidade: o desviante acredita que foi impotentemente impelido para o desvio e que, nas mesmas circunstâncias, qualquer outra pessoa recorreria a ações semelhantes;
2. Negação da lesão: o desviante acredita que a ação não causou nenhum dano a outros indivíduos ou à sociedade e, portanto, o desvio não é moralmente errado;
3. Negação da vítima: o desviante acredita que os indivíduos que receberam o desvio mereciam os resultados devido à falta de virtude ou moral da vítima;
4. Condenação dos condenadores: o desviante acredita que as autoridades ou as vítimas têm a tendência de serem igualmente desviantes ou corruptas e, como resultado, são hipócritas contra quem se opor; e
5. Apelo a lealdades superiores: o desviante acredita que existem lealdades e valores que ultrapassam os limites da lei; moralidade, amizades, renda ou tradições podem ser mais importantes para o desviante do que os limites legais.[24]

#### Teoria da rotulagem
Frank Tannenbaum e Howard S. Becker criaram e desenvolveram a teoria da rotulagem, que é uma faceta central do interacionismo simbólico e muitas vezes referida como a "dramatização do mal" de Tannenbaum. Becker acreditava que “grupos sociais criam desvio ao fazerem regras cuja infração constitui desvio”.
A rotulagem é um processo de reação social por parte do "público social", em que as pessoas estereotipam os outros, julgando e definindo (rotulando) o comportamento de alguém como desviante ou não. Tem sido caracterizada como a “invenção, seleção, manipulação de crenças que definem a conduta de forma negativa e a seleção de pessoas nessas categorias”.
Como tal, a teoria da rotulagem sugere que o desvio é causado pelo fato de o desviante ser rotulado como moralmente inferior, pela internalização do rótulo pelo desviante e, finalmente, pela ação do desviante de acordo com esse rótulo específico (ou seja, um indivíduo rotulado como "desviante" agirá de acordo). Com o passar do tempo, o "desviante" adquire traços que constituem o desvio, cometendo desvios que se ajustam ao rótulo (assim, o público tem o poder de não rotulá-los e tem o poder de interromper o desvio antes que ele ocorra, não rotulando-os). eles). A preocupação individual e social com o rótulo, em outras palavras, leva o indivíduo desviante a seguir uma profecia auto-realizável de obediência ao rótulo atribuído.

Esta teoria, embora seja muito simbolicamente interacionista , também contém elementos da teoria do conflito, uma vez que o grupo dominante tem o poder de decidir o que é desviante e aceitável e desfruta do poder por trás do processo de rotulagem. Um exemplo disso é um sistema prisional que rotula pessoas condenadas por roubo e, por isso, elas passam a se ver como, por definição, ladrões, incapazes de mudar. Deste ponto de vista, escreve Howard S. Becker: 
O desvio não é uma qualidade do ato que a pessoa comete, mas sim uma consequência da aplicação por terceiros de regras e sanções a um “infrator”. O desviante é aquele a quem o rótulo foi aplicado com sucesso; comportamento desviante é o comportamento que as pessoas rotulam assim.
Em outras palavras, “o comportamento só se torna desviante ou criminoso se definido e interferido como tal por pessoas específicas em [uma] situação específica”.  É importante notar o facto saliente de que a sociedade nem sempre é correcta na sua rotulagem, muitas vezes identificando falsamente e deturpando as pessoas como desviantes, ou atribuindo-lhes características que elas não possuem. Em termos legais, as pessoas são frequentemente acusadas injustamente, mas muitas delas têm de viver com o estigma (ou condenação) resultante durante o resto das suas vidas. Numa nota semelhante, a sociedade recorre frequentemente a dois pesos e duas medidas, com alguns sectores da sociedade a beneficiarem de favoritismo. Certos comportamentos num grupo são vistos como perfeitamente aceitáveis, ou podem ser facilmente ignorados, mas noutros são vistos, pelas mesmas audiências, como abomináveis.
A medicalização do desvio, a transformação do desvio moral e legal numa condição médica, é uma mudança importante que transformou a forma como a sociedade vê o desvio.  A teoria da rotulagem ajuda a explicar esta mudança, à medida que comportamentos que costumavam ser julgados moralmente estão agora sendo transformados em um diagnóstico clínico objetivo. Por exemplo, pessoas viciadas em drogas são consideradas “doentes” em vez de “más”.

#### Desvio primário e secundário
Edwin Lemert desenvolveu a ideia de desvio primário e secundário como forma de explicar o processo de rotulagem. O desvio primário é qualquer desvio geral antes que o desviante seja rotulado como tal de uma maneira particular. O desvio secundário é qualquer ação que ocorre após o desvio primário como reação à identificação institucional da pessoa como desviante.  Quando um ator comete um crime (desvio primário), por mais leve que seja, a instituição imporá sanções sociais ao ator. No entanto, a punição não impede necessariamente o crime, pelo que o agente pode voltar a cometer o mesmo desvio primário, provocando reacções ainda mais duras por parte das instituições. Neste ponto, o ator começará a se ressentir da instituição, enquanto a instituição traz uma repressão cada vez mais dura. Eventualmente, toda a comunidade estigmatizará o actor como um desviante e o actor não será capaz de tolerar isto, mas acabará por aceitar o seu papel como criminoso, e cometerá actos criminosos que se enquadram no papel de um criminoso.
O desvio primário e secundário é o que faz com que as pessoas se tornem criminosos mais graves. O desvio primário é o momento em que a pessoa é rotulada como desviante por meio de confissão ou denúncia. O desvio secundário é o desvio antes e depois do desvio primário. A rotulagem retrospectiva acontece quando o desviante reconhece seus atos como desviantes após o desvio primário, enquanto a rotulagem prospectiva ocorre quando o desviante reconhece atos futuros como desviantes. Os passos para se tornar um criminoso são: Desvio primário; Penalidades sociais; Desvio secundário; Penalidades mais severas; Maior desvio com ressentimento e hostilidade para com os punidores; A comunidade estigmatiza o desviante como criminoso; Limite de tolerância ultrapassado; Fortalecimento de condutas desviantes devido a penas estigmatizantes; e finalmente, Aceitação como papel de ator desviante ou criminoso.

#### Teoria das janelas quebradas
A teoria das janelas quebradas afirma que um aumento de crimes menores, como o grafite, acabaria por levar e encorajar um aumento de transgressões maiores. Isto sugere que um maior policiamento de formas menores de desvio levaria a uma diminuição dos crimes graves. A teoria foi testada em vários ambientes, incluindo a cidade de Nova York na década de 90. Em comparação com a média do país na altura, as taxas de criminalidade violenta caíram 28 por cento como resultado da campanha. Os críticos da teoria questionam a causalidade direta do policiamento e das mudanças estatísticas que ocorreram.

#### Teoria de controle
A teoria do controle avança a proposição de que os laços fracos entre o indivíduo e a sociedade liberam as pessoas para se desviarem. Em contrapartida, laços fortes tornam o desvio dispendioso. Esta teoria pergunta por que as pessoas se abstêm de comportamento desviante ou criminoso, em vez de por que as pessoas cometem comportamento desviante ou criminoso, de acordo com Travis Hirschi. A teoria do controle se desenvolveu quando normas surgiram para impedir o comportamento desviante. Sem esse “controle”, comportamentos desviantes aconteceriam com mais frequência. Isso leva à conformidade e aos grupos. As pessoas se conformarão com um grupo quando acreditarem que têm mais a ganhar com a conformidade do que com o desvio. Se um vínculo forte for alcançado, haverá menos chances de desvio do que se ocorrer um vínculo fraco. Hirschi argumentou que uma pessoa segue as normas porque tem um vínculo com a sociedade. O vínculo consiste em quatro fatores positivamente correlacionados: oportunidade, apego, crença e envolvimento. Quando qualquer um desses laços é enfraquecido ou quebrado, é mais provável que alguém aja em desafio. Michael Gottfredson e Travis Hirschiem (1990) fundou sua Teoria do Autocontrole. Afirmou que os atos de força e fraude são cometidos na busca do interesse próprio e do autocontrole. Um ato desviante é baseado no autocontrole do próprio criminoso sobre si mesmo.
A teoria da contenção é considerada por pesquisadores como Walter C. Recklessfazer parte da teoria do controle porque também gira em torno dos pensamentos que impedem os indivíduos de se envolverem no crime. Reckless estudou as abordagens inacabadas destinadas a explicar o raciocínio por trás da delinquência e do crime. Reconheceu que a desorganização social está incluída no estudo da delinquência e do crime sob o desvio social, levando-o a afirmar que a maioria dos que vivem em áreas instáveis tende a não ter tendências criminosas em comparação com aqueles que vivem em áreas de classe média. Esta afirmação abre mais abordagens possíveis à desorganização social e prova que as teorias já implementadas necessitam de uma ligação mais profunda para explorar ainda mais ideias de crime e delinquência.
Essas observações levaram Reckless a fazer perguntas como: “Por que algumas pessoas rompem os controles (sociais) vacilantes e outras não? Por que casos raros em sociedades bem integradas rompem as linhas de controles fortes?” Reckless afirmou que a intercomunicação entre o autocontrole e os controles sociais é parcialmente responsável pelo desenvolvimento de pensamentos delinquentes. A desorganização social não estava relacionada com um ambiente específico, mas sim envolvida na deterioração dos controlos sociais de um indivíduo. A teoria da contenção é a ideia de que todos possuem salvaguardas mentais e sociais que protegem o indivíduo de cometer atos de desvio. A contenção depende da capacidade do indivíduo de separar os controles internos e externos para o comportamento normativo.
Teóricos de controle mais contemporâneos, como Robert Crutchfield, levam a teoria sob uma nova luz, sugerindo que as experiências do mercado de trabalho não apenas afetam as atitudes e os "apostas" dos trabalhadores individuais, mas também podem afetar o desenvolvimento das opiniões de seus filhos em relação à conformidade e causar envolvimento em delinquência. Este é um estudo em curso, uma vez que encontrou uma relação significativa entre o envolvimento dos pais no mercado de trabalho e a delinquência das crianças, mas não demonstrou empiricamente o papel mediador da atitude dos pais ou dos filhos.
Num estudo realizado por Tim Wadsworth, a relação entre o emprego dos pais e a delinquência dos filhos, anteriormente sugerida por Crutchfield (1993), foi demonstrada empiricamente pela primeira vez. As conclusões deste estudo apoiaram a ideia de que a relação entre o estatuto socioeconómico e a delinquência pode ser melhor compreendida se a qualidade do emprego e o seu papel como controlo social informal forem examinados de perto.

### Teoria do conflito
Na sociologia, a teoria do conflito afirma que a sociedade ou uma organização funciona de modo que cada participante individual e os seus grupos lutam para maximizar os seus benefícios, o que contribui inevitavelmente para a mudança social, como mudanças políticas e revoluções. Comportamentos desviantes são ações que não acompanham as instituições sociais como causadoras do desvio. A capacidade da instituição de alterar normas, riqueza ou estatuto entra em conflito com o indivíduo. Os direitos legais dos pobres podem ser ignorados, a classe média também é aceita; eles ficam do lado das elites e não dos pobres, pensando que poderiam chegar ao topo apoiando o status quo. A teoria do conflito baseia-se na visão de que as causas fundamentais do crime são as forças sociais e económicas que operam na sociedade. No entanto, explica menos bem o crime do colarinho branco. Esta teoria também afirma que os poderosos definem o crime. Isto levanta a questão: para quem esta teoria é funcional? Nesta teoria, as leis são instrumentos de opressão: duras para os impotentes e menos duras para os poderosos.

#### Karl Marx
Karl Marx não escreveu sobre comportamento desviante, mas escreveu sobre a alienação entre o proletariado – bem como entre o proletariado e o produto acabado – que causa conflito e, portanto, comportamento desviante. Muitos teóricos marxistas empregaram a teoria do Estado capitalista nos seus argumentos. Por exemplo, Steven Spitzer utilizou a teoria do controle burguês sobre o lixo social e a dinamite social; e George Rusche ficou conhecido por apresentar análises de diferentes punições correlacionadas à capacidade social e infraestrutura para o trabalho. Ele teorizou que ao longo da história, quando é necessário mais trabalho, a severidade das punições diminui e a tolerância ao comportamento desviante aumenta. Jock Young , outro escritor marxista, apresentou a ideia de que o mundo moderno não aprovava a diversidade, mas não tinha medo do conflito social. O mundo moderno tardio, no entanto, é muito tolerante com a diversidade. Porém, tem muito medo dos conflitos sociais, o que é uma explicação dada para o movimento politicamente correto. A sociedade moderna aceita facilmente a diferença, mas rotula aqueles que não quer como desviantes e pune e persegue implacavelmente.

#### Michel Foucault
Michel Foucault acreditava que a tortura tinha sido eliminada da sociedade moderna devido à dispersão do poder; não havia mais necessidade da ira do Estado sobre um indivíduo desviante. Pelo contrário, o Estado moderno recebe elogios pela sua justiça e dispersão de poder que, em vez de controlar cada indivíduo, controla a massa. Ele também teorizou que as instituições controlam as pessoas através do uso da disciplina . Por exemplo, a prisão moderna (mais especificamente o panóptico) é um modelo para estas instituições porque controla os seus presos através do uso perfeito da disciplina. Foucault teoriza que, em certo sentido, a sociedade pós-moderna é caracterizada pela falta de livre arbítrio por parte dos indivíduos. As instituições de conhecimento, normas e valores existem simplesmente para categorizar e controlar os humanos.

#### Teorias biológicas do desvio
Praveen Attri afirma que as razões genéticas são em grande parte responsáveis pelo desvio social. A escola italiana de criminologia afirma que os fatores biológicos podem contribuir para o crime e o desvio. Cesare Lombroso foi um dos primeiros a pesquisar e desenvolver a Teoria do Desvio Biológico, que afirma que algumas pessoas são geneticamente predispostas ao comportamento criminoso. Ele acreditava que os criminosos eram produto de formas genéticas anteriores. A principal influência de sua pesquisa foi Charles Darwin e sua Teoria da Evolução. Lombroso teorizou que as pessoas nasceram criminosas ou, em outras palavras, humanos menos evoluídos que eram biologicamente mais relacionados aos nossos impulsos mais primitivos e animalescos.
A partir de sua pesquisa, Lombroso pegou a Teoria de Darwin e olhou ele mesmo para os tempos primitivos em relação aos comportamentos desviantes. Ele descobriu que os esqueletos que estudou tinham principalmente testas baixas e mandíbulas salientes. Essas características lembravam seres primitivos como o Homo Neanderthalensis. Ele afirmou que pouco poderia ser feito para curar criminosos natos porque suas características eram herdadas biologicamente. Com o tempo, a maior parte de sua pesquisa foi refutada. Sua pesquisa foi refutada por Pearson e Charles Goring. Eles descobriram que Lombroso não havia pesquisado esqueletos suficientes para tornar sua pesquisa suficientemente completa. Quando Pearson e Goring pesquisaram esqueletos por conta própria, testaram muitos mais e descobriram que a estrutura óssea não tinha relevância no comportamento desviante. O estudo estatístico que Charles Goring publicou sobre esta pesquisa chama-se "The English Convict" (O Inglês Convicto).

### Outras teorias
A escola clássica de criminologia vem dos trabalhos de Cesare Beccaria, Jeremy Bentham e John Howard.  Beccaria assumiu uma visão utilitarista da sociedade juntamente com uma teoria do contrato social do estado. Ele argumentou que o papel do Estado era maximizar a maior utilidade possível para o número máximo de pessoas e minimizar as ações que prejudicam a sociedade. Ele argumentou que os desviantes cometem atos desviantes (que são prejudiciais à sociedade) por causa da utilidade que isso dá ao indivíduo. Se o Estado combinasse a dor das punições com a utilidade de vários comportamentos desviantes, o desviante não teria mais qualquer incentivo para cometer atos desviantes. Notar que que Beccaria defende a punição justa, já que aumentar a severidade das punições sem levar em conta a medição lógica da utilidade causaria graus crescentes de dano social quando atingisse um certo ponto.

## O sistema de justiça criminal
Existem três partes do sistema de justiça criminal que funcionam para impor o desvio formal: 
1. Polícia: A polícia mantém a ordem pública fazendo cumprir a lei. A polícia usa o critério pessoal para decidir se e como lidar com uma situação. A investigação sugere que é mais provável que a polícia efetue uma detenção se o crime for grave, se estiverem presentes espectadores ou se o suspeito pertencer a uma minoria visível.[40]
2. Tribunais: Os tribunais baseiam-se num processo contraditório em que advogados - um representando o réu e outro representando o Estado - apresentam os seus casos na presença de um juiz que monitoriza os procedimentos legais. Por vezes, o processo decisório nem sempre consegue chegar atéa verdade real, por vezes, chegando a decisões injustas.[40]
3. Sistema penitenciário: O sistema penitenciário, do ponto de vista da sociologia, desempenha um papel fundamental na imposição do desvio formal ou, em outras palavras, na gestão da punição para aqueles que transgrediram as normas sociais e as leis estabelecidas.[40]

Existem quatro jurisdições para punição (retribuição, dissuasão, reabilitação, proteção social),  que se enquadram em uma das duas formas de justiça que um infrator enfrentará: 
1. Justiça punitiva (retribuição e dissuasão): Esta forma de justiça define limites de comportamentos aceitáveis, em que um indivíduo sofre as consequências de cometer um crime e em que a dor ou sofrimento infligido ao indivíduo é escondido do público. A justiça punitiva é uma abordagem do sistema de justiça que se concentra principalmente na aplicação de penas e sanções aos infratores com o objetivo de puni-los pelo seu comportamento criminoso. Ela se baseia na crença de que a punição, em forma de prisão, multas ou outras penalidades, serve como um meio de retribuição e de dissuasão para o infrator e outros potenciais criminosos. A justiça punitiva geralmente enfatiza a aplicação rigorosa das leis e a imposição de consequências negativas, como prisão ou restrições de liberdade, como resposta ao delito.[41]
2. Justiça restaurativa (reabilitação e proteção social): Esta forma de justiça centra-se em circunstâncias específicas, segundo as quais os indivíduos devem ser corrigidos e, também, protegidos. A justiça restaurativa é um conceito e uma abordagem alternativa ao sistema tradicional de justiça penal, que se concentra na reparação do dano causado pelas ações criminosas e na restauração das relações afetadas entre as partes envolvidas, em vez de se concentrar principalmente na punição do infrator. Ela é baseada em princípios de reconciliação, responsabilidade, reparação e cura.[41]